# Стаффорд, Генри, 2-й герцог Бекингем
Генри Стаффорд (англ. Henry Stafford; 4 сентября 1455 — 2 ноября 1483) — 4-й граф и 2-й герцог Бекингем, 8-й барон Стаффорд, 8-й барон Одли и 7-й граф Стаффорд с 1465 года, Лорд великий камергер Англии и лорд Верховный констебль Англии с 1483 года, рыцарь Ордена Подвязки с 1474 года, сын графа Хамфри Стаффорда и Маргарет Бофорт, дочери Эдмунда Бофорта, 2-го герцога Сомерсета. Генри принимал активное участие в возведении на престол короля Ричарда III, однако вскоре восстал против него. Мятеж оказался неудачным, Генри был обезглавлен, а его владения и титулы — конфискованы. По мнению некоторых историков, именно герцог Бекингем совершил убийство двоих сыновей короля Эдуарда IV (принцев в Тауэре).

## Молодые годы
Генри родился 4 сентября 1455 года в Абергавенни (Монмутшир, Уэльс). В это время началась война Алой и Белой розы. Стаффорды в конфликте приняли сторону Ланкастеров. Мать Генри, Маргарет Бофорт, происходила из побочной ветви Ланкастеров, её отец и братья принимали активное участие в войне. Отец Генри, граф Хамфри Стаффорд, участвовал 22 мая 1455 года в составе ланкастерской армии в Первой битве при Сент-Олбансе, при этом был ранен. В этой же битве погиб дед Генри по матери — Эдмунд Бофорт, 2-й герцог Сомерсет. Около 1459 года умер отец Хамфри. После смерти мужа Маргарет вышла замуж вторично — за сира Ричарда Даррелла.
10 июля 1460 года в битве при Нортгемптоне погиб дед Генри по отцовской линии — Хамфри Стаффорд, после чего пятилетний Генри должен был унаследовать его титулы и владения. Малолетний наследник в итоге оказался под опекой Елизаветы Вудвиль, жены короля Англии Эдуарда IV. 26 мая 1465 года Генри был посвящён в рыцари, и за ним были формально признаны титулы графа и герцога Бекингема, графа и барона Стаффорда и барона Одли. А в 1466 году королева Елизавета женила Генри на своей сестре Кэтрин. Этот брак стал причиной ненависти Генри к семье жены, которую он считал безродной. В 1474 году Генри был посвящён в рыцари Ордена Подвязки.
При жизни Эдуарда IV Генри не пользовался расположением короля. При этом в его владениях интересы ущемлялись приближёнными Эдуарда, обладавшими очень широкими полномочиями в подвластных им регионах: в Уэльсе — Энтони Вудвилем, графом Риверсом, одним из братьев королевы, а в Мидлендсе — бароном Уильямом Гастингсом. Это привело к тому, что Генри возненавидел окружение короля, особенно графа Риверса и барона Гастингса. В результате Генри стал союзником Ричарда Глостера, герцога Йоркского, брата Эдуарда IV, также недовольного властью, которую приобрели родственники королевы.

## Возведение на престол Ричарда III
9 апреля 1483 года умер король Эдуард IV, назначив перед смертью на время малолетства своего сына Эдуарда V лордом-протектором Англии своего брата Ричарда. Сам Ричард Глостер в это время находился в Мидлхеме на севере Англии и узнал о смерти брата из письма, которое ему отправил Генри Стаффорд, герцог Бекингем. Родственники королевы Елизаветы, Вудвили и Греи, старались не допустить исполнения воли Эдуарда и отстранить от управления Англией Ричарда. Королевский совет, на котором барон Гастингс предложил утвердить Ричарда лордом-протектором, отказался это сделать, причём Вудвилей поддержали и большинство епископов. В то же время Вудвили стремились ускорить коронацию малолетнего Эдуарда, который тогда находился в Лудлоу под опекой своего дяди графа Риверса.
Барон Гастингс известил Ричарда о том, что произошло на совете. Герцог Бекингем же в это время отправился в Нортгемптон на встречу с Ричардом. В Стоуни-Стратфорде ему удалось перехватить конвой, сопровождавший наследника, арестовав графа Риверса и единоутробного брата Эдуарда V Ричарда Грея. В результате 4 мая Ричард Глостер был утверждён лордом-протектором.
В дальнейшем герцог Бекингем активно поддержал возведение на престол Ричарда Глостера под именем Ричарда III. Поводом к этому послужило выступление 9 июня епископа Бата Роберта Стиллингтона, который объявил о том, что брак Эдуарда IV с Елизаветой Вудвиль был незаконным, поскольку до этого Эдуард связал себя брачными обещаниями с Элеонорой Ботелер, дочерью 1-го графа Шрусбери, поэтому все дети, родившиеся от этого брака, были объявлены незаконнорождёнными. 24 июня герцог Бекингем выступил перед лондонцами, а 25 июня — на Великом совете в соборе Святого Павла. Он объявил о том, что королём Англии должен стать Ричард Глостер, поскольку Эдуард V и его брат Ричард являются бастардами. В результате Совет провозгласил королём Ричарда III.

## Восстание Бекингема (1483 год)

### Причины восстания
Став в июне 1483 года королём, Ричард III щедро вознаградил герцога Бекингема. 28 июня он назначил Генри великим камергером Англии вместо барона Гастингса, казнённого ранее по приказу короля. А 15 июля Генри стал и верховным констеблем. Кроме того, он получил огромную власть в Западной Англии и Уэльсе.
Однако вскоре герцог Бекингем неожиданно восстал против Ричарда III. Мотивы мятежа герцога не совсем ясны. Генри после возведения Ричарда III на престол оказался одним из самых могущественных феодалов, а также сосредоточил в своих руках две высшие должности — великого камергера и верховного констебля.
Согласно традиционной версии, причиной восстания было то, что Ричард отказался передать Генри графство Херефорд — наследство угасшего в конце XIV века рода Богунов, потомком которых он был. В 1421 году Анна Глостер, бабушка герцога, отказалась от прав на графство в пользу Ланкастеров. Но после угасания династии Ланкастеров Генри — в 1471 году — предъявил права на эти владения. Но только 13 июля 1483 года Ричард III передал поместья в Херефорде герцогу Бекингему. При этом документально передача владений оформлена не была, Ричард III велел для этого получить решение парламента, хотя в казну герцога доходы с владений поступали уже начиная с Пасхи. Однако в настоящее время историки сомневаются в том, что отказ документально оформить передачу наследства мог послужить поводом для восстания против короля.
Существуют и другие гипотезы о причинах восстания. Часть историков считает, что поводом стало так называемое убийство принцев в Тауэре. При этом одни исследователи считают, что герцог после казни ряда представителей знати и убийства принцев «прозрел» и стал опасаться, что может стать следующей жертвой. Однако есть и другая гипотеза, объясняющая причины, приведшие к мятежу. Она связана с самой загадкой исчезновения Эдуарда V и Ричарда, сыновей Эдуарда IV.

### Исчезновение сыновей Эдуарда IV
Согласно официально принятой в тюдоровской историографии версии, восходящей к «Истории Ричарда III» Томаса Мора, принцы были убиты по приказу Ричарда III. Эта версия имеет много сторонников, получив большое признание благодаря пьесе Уильяма Шекспира «Ричард III». Однако она имеет много нестыковок. В результате появились и другие теории.
В 1962 году американский историк Пол Мюррей Кендалл выдвинул гипотезу, по которой убийство принцев было совершено герцогом Бекингемом. Согласно этой версии, герцог Бекингем стремился услужить королю и совершил убийство по своей инициативе, однако известие о случившемся вызвало негодование Ричарда, в результате чего герцог был вынужден бежать и поднял восстание. Эта гипотеза объясняет некоторые нестыковки официальной версии, в результате у неё появились сторонники.
Но гипотеза Кендалла встретила неприятие у сторонников версии Мора. Так, историк Десмонд Сьюард объявил аргументы Кендалла несостоятельными. Его поддержал ряд исследователей, в частности Джон Норвич и Элисон Вейр.

### Восстание, плен и казнь
В августе герцог Бекингем прибыл в принадлежащий ему замок Брекнок в Уэльсе. Там он освободил находившегося под его надзором Джона Мортона, арестованного как соучастника барона Гастингса в заговоре против Ричарда III. Объединившись с Мортоном, герцог Бекингем списался с находящимся в изгнании в Бретани Генри Тюдором, предложив ему захватить английский трон. Для легитимизации захвата трона Генри Тюдор должен был жениться на старшей дочери Эдуарда IV. По плану заговорщиков он должен был вторгнуться в Англию и соединиться с валлийской армией Бекингема. Короля Ричарда же должны были отвлечь восстания, которые организовали мятежники.
Сторонников Бекингем и Мортон нашли быстро. 18 октября начались восстания в Кенте, Суррее, Беркшире, Уилтшире и Девоншире. Но мятежников подвела плохая координация. На юго-востоке Англии восстание началось раньше времени, а находившийся в Лондоне Джон Говард, 1-й герцог Норфолк, не дал бунтовщикам переправиться через Темзу.
Бекингем выступил из Брекнока 18 октября, однако его армия не смогла перебраться из Уэльса в Англию через реку Северн, которая вышла из берегов в результате продолжительных дождей. Многие солдаты утонули во время переправы, а после нескольких дней ожидания началось повальное дезертирство. В результате армия фактически перестала существовать, и стало ясно, что восстание провалилось. Мортон переоделся монахом и бежал во Фландрию, а Бекингем попытался укрыться в Шрусбери, где его выдал один из сторонников, соблазнившись обещанной наградой, назначенной за Бекингема.
Бекингема отвезли в Солсбери, куда 1 ноября приехал и Ричард III. Однако король отказался встречаться с мятежным герцогом, и на следующий день, 2 ноября, Бекингем был обезглавлен на рыночной площади.
Все владения и титулы Бекингема были конфискованы, однако после того, как Генри Тюдор в 1485 году завоевал после победы в битве при Босворте английскую корону, он вернул владения и титулы Эдварду, старшему сыну Генри Стаффорда.

## В искусстве
Генри Стаффорд, 2-й герцог Бекингем, является одним из персонажей исторической хроники Уильяма Шекспира «Ричард III» (под именем герцог Бекингем). Также этот персонаж присутствует и в экранизациях пьесы:
| Год  | Название                   | Исполнитель     |
| ---- | -------------------------- | --------------- |
| 1955 | «Ричард III»               | Ральф Ричардсон |
| 1995 | «Ричард III»               | Джим Бродбент   |
| 1996 | «В поисках Ричарда»        | Кевин Спейси    |
| 2008 | «Ричард III»               | Дэвид Кэррадайн |
| 2013 | «Белая королева»           | Артур Дарвилл   |
| 2016 | «Пустая корона: Война роз» | Бен Дэниелс     |

Генри является одним из действующих лиц ряда исторических романов, посвящённых эпохе войны Алой и Белой розы. Среди них:
- Грегори Филиппа. Алая королева = The Red Queen. — 2010.
- Симона Вилар. Замок на скале.
- Симона Вилар. Тяжесть венца.

## Брак и дети
Жена: с 1466 года Кэтрин Вудвиль (до 1458 — до 1513), дочь Ричарда Вудвиля, 1-го графа Риверса, и Жакетты Люксембургской. Дети:
- Элизабет (ум. 1 января 1530/11 мая 1532); муж: после 23 июля 1505 года Роберт Рэдклифф (ок. 1483 — 27 ноября 1542), 10-й барон Фицуолтер с 1505 года, 1-й виконт Фицуолтер с 1525 года, 1-й граф Сассекс с 1529 года
- Эдвард (3 февраля 1478—1521), 9-й барон Стаффорд, 9-й барон Одли, 8-й граф Стаффорд, 3-й граф Бекингем и 3-й герцог Бекингем с 1485 года
- Генри (ок. 1479 — 6 марта 1523), граф Уилтшир с 1510 года
- Хамфри (ок. 1480 — в младенчестве)
- Анна (1483—1524); 1-й муж: с 1503 года сир Уолтер Херберт (ум. 16 декабря 1507); 2-й муж: ок. декабря 1509 года Джордж Гастингс (ум. 24 марта 1544), 3-й лорд Эшби де ла Зуш с 1506/1506 года, 1-й граф Хантингдон с 1529 года

После казни мужа Кэтрин в 1485 году вышла замуж вторично — за Джаспера Тюдора, герцога Бедфорда.